# Hyptianthera stricta
Hyptianthera stricta är en måreväxtart som först beskrevs av William Roxburgh och Schult., och fick sitt nu gällande namn av Robert Wight och George Arnott Walker Arnott. Hyptianthera stricta ingår i släktet Hyptianthera och familjen måreväxter. Inga underarter finns listade i Catalogue of Life.